# 廓房戰鬥
廓房戰鬥發生於1937年7月20日，地點則是在中國北平東南一帶。是抗日戰爭主要戰鬥之一，交戰一方為守軍之國民革命軍，另一方則為日軍。中國軍隊領導者為卅八師之張自忠，一一三旅的劉振三，日軍方面領軍者則為河邊旅團的河邊正三。最後兩軍持續對峙。